# 山嵜晋平
山嵜 晋平（やまさき しんぺい、1980年2月24日 - ）は、日本の映像作家、映画監督、脚本家。奈良県奈良市出身。日本映画学校卒業。東京都在住。

## 略歴・人物
日本映画学校在学時に卒業制作「魚の味」監督。卒業後、(有)楽映舎にて制作部としてキャリアをスタート。『十三人の刺客』『一命』『藁の楯』『土竜の唄』など三池崇史監督のもとで鍛えられる。その他、『東京オアシス』『ヘヴンズ ストーリー』『アントキノイノチ』『繕い裁つ人』など多くの監督、プロダクション作品で活躍後、2015年からBSジャパンにてドラマを監督する。
長編映画初監督作である『ヴァンパイアナイト (映画)』が「ゆうばり国際ファンタスティック映画祭2017」正式出品。2019年『テイクオーバーゾーン』が「第32回東京国際映画祭（2019年）」日本映画スプラッシュ部門に出品され主役の吉名莉瑠がジェムストーン賞を受賞。2021年に自身の監督作品である『レッドブリッジ』『レッドブリッジ ビギニング』のオーディションで選抜した豊田裕大、兵頭功海、山下幸輝 (俳優)らが公開の2022年以降、ネクストブレイクとして期待されるなど、監督として若手俳優の才能を見出すことにも信頼をおける。また、2022年頃からは主に三島有紀子監督作品にてプロデューサーとして活躍の場も広げている。

## 作品

### 映画
- 骨の奥（2012年）／監督
  - 2012年福岡インディペンデント映画祭 優秀賞受賞[6]。
- ヴァンパイアナイト（2017年） 出演：柳ゆり菜、上野優華、前野朋哉、勇翔、山村美智 他 ／監督
- FIND（2019年） 出演：鶴見萌、熊澤風花、相沢梨紗 、花宮ハナ、朝比奈れい、茉井良菜、涼掛凛、神田ジュナ、望月みゆ 他 ／監督[7]
- テイクオーバーゾーン（2020年公開） 出演：吉名莉瑠、糸瀬七葉、森山瑛、川瀬陽太、内田慈 、合田雅吏 他 ／監督
- DIVOC-12「YEN」（2021年10月公開） 出演：蒔田彩珠、中村守里　／監督・脚本
- なん・なんだ（2022年1月公開）出演：下元史朗、烏丸せつこ、佐野和宏、和田光沙、吉岡睦雄、外波山文明、三島ゆり子 他 ／監督
- レッドブリッジ（2022年6月公開）出演：豊田裕大、大倉空人、兵頭功海、松尾潤 他 ／監督・編集
- レッドブリッジ ビギニング（2022年6月公開）出演：豊田裕大、大倉空人、兵頭功海、松尾潤、山下幸輝 (俳優) 他 ／監督・編集
- つゆのあとさき（2024年6月公開）出演：高橋ユキノ、西野凪沙、吉田伶香 他／監督・脚本
- 蒲団（2024年5月公開）出演：斉藤陽一郎、秋谷百音、片岡礼子 他／監督

### テレビドラマ
- 松本清張ミステリー時代劇（BSジャパン)「虎」（2015年）出演：内田朝陽、小松みゆき、小宮有紗、三田村周三、 渋谷哲平 他 ／監督
- 山本周五郎人情時代劇（BSジャパン）「こんち午の日」（2015年）出演：伊崎充則、大西礼芳、佐藤汛 、大沢逸美 、岡本信人 他／監督
- 男と女のミステリー時代劇（BSジャパン）「後生安楽」（2016年）出演： 浅利陽介 、水崎綾女、 井上正大、 小西キス、 諏訪太朗 他 ／監督
- 男と女のミステリー時代劇（BSジャパン）「上州からの客人」（2016年）出演： 本田博太郎、柾木玲弥、 ジジ・ぶぅ 、大浦龍宇一 他 ／監督
- 山本周五郎時代劇 武士の魂（BSジャパン）「砦山の十七日」（2016年）出演：渡部豪太、佐野和真、布施紀行、宇野祥平、 おかやまはじめ 他 ／監督
- 山本周五郎時代劇 武士の魂（BSジャパン）「金作行状記」（2016年）出演：川村陽介、浜田学、野久保直樹、 小林万里子、植木祥平 他／監督
- スポットライト （TOKYO-MX）第6話「I have a dream」（2020年）出演：佐生雪、飯田祐真、長谷川真弓、宇野祥平 他／監督・脚本
- ほぼ日の怪談。（テレビ神奈川）怪・その四「知らない友人」（2020年）出演：中島早貴、君島光輝、橘ひと美、山田奈保 他／監督・脚本
- ほぼ日の怪談。（テレビ神奈川）怪・その七「思い出した回答」（2020年）出演：須藤茉麻、佐藤匠、染谷俊之 他／監督・脚本
- イケメン共よ メシを喰え（テレビ東京・テレビ大阪）第5話・第6話・10話（2022年）出演：筧美和子、井上祐貴、竹中直人 他／監督
- カメラ、はじめてもいいですか？（BS松竹東急）第7話・第8話・第9話（2023年）出演：田牧そら、手島実優、村山優香、中村守里、根矢涼香 他／監督
- TOKYO-MX 2週連続ドラマ「Work out」（2023年）出演：吉名莉瑠、大島璃乃、吉本菜穂子、今井竜太郎、影山祐子 / 監督
- ただの恋愛なんかできっこない（2025年、MXTV、出演：山本涼介・葵うたの） - 監督[8]

### ミュージックビデオ
- 佐合井マリ子「春夏秋冬」（2013年）Unlimited tone「change」（2015年）
- B2takes!「ブラン・ニュー・アニバーサリー」「Not Alone」（2018年）「証-Akashi-」（2019年）
- 虹のコンキスタドール「愛をこころにサマーと数えよ」「Waiting Wedding」（2019年）
- 徳永ゆうき「車輪の夢」（2020年）

### その他
- 奈良市リニア新駅誘致PR動画（2019年）

### プロデューサー
- 短編映画「インペリアル大阪堂島出入橋」（2022年）主演：佐藤浩市 /　監督：三島有紀子
- ショートフィルム「エヴァーグリーン・ゲーム」（2023年）出演：泉澤祐希、岩男海史 / 脚本・監督：三島有紀子
- 映画「一月の声に歓びを刻め」（2024年2月9日公開）出演：前田敦子、カルーセル麻紀、哀川翔 / 監督・脚本・プロデューサー：三島有紀子

### 脚本
- 破れたハートを売り物に「おやじファイト」（2015年）監督：三島有紀子 出演：マキタスポーツ、岸井ゆきの 他 ／脚本